# Magnus Andersson (balonmanista)
Magnus Andersson (Linköping, 17 de mayo de 1966) fue un jugador de balonmano sueco que jugaba como central. Fue uno de los componentes de la selección de balonmano de Suecia con la disputó 307 partidos internacionales en los que anotó un total de 922 goles.
Actualmente es entrenador del FC Porto de balonmano.

## Equipos

### Jugador
- IF Saab (1985-1987)
- HK Drott Halmstad (1987-1991)
- Viking Stavanger HK (1991-1992)
- TuS Schutterwald (1992-1993)
- HK Drott Halmstad (1993-1995)
- TuS Schutterwald (1995-1997)
- GWD Minden (1997-1998)
- HK Drott Halmstad (1998-2003)
- Ademar León (2001)

### Entrenador
- HK Drott Halmstad (2003-2005)
- FCK Haandbold (2005-2010)
- Selección de balonmano de Austria (2010-2011)
- AG København (2011-2012)
- Hästö IF (2012-2013)
- HK Malmö (2013-2014)
- Frisch Auf Göppingen (2014-2017)
- FC Porto (2018- )

## Palmarés

### Jugador
- Liga de Suecia 1988, 1990, 1991, 1994, 1999, 2002
- Liga Asobal España 2001

### Entrenador
- Liga de Dinamarca 2008, 2012
- Copa de Dinamarca 2012

## Méritos y distinciones
- Mejor central del Campeonato de Europa de 1994
- Mejor jugador del Campeonato de Europa de 1994